# Breide Rantzau (1556-1618)
 For alternative betydninger, se Breide Rantzau. (Se også artikler, som begynder med Breide Rantzau)
Breide Rantzau til Rantzausholm (13. oktober 1556 på Segeberg - 10 januar 1618). Rigsråd og statholder i København, søn af statholder Henrik Rantzau (d. 1598) og Christina von Halle.
|  |

## Ungdoms- og voksenliv
1568 tiltrådte han sin udenlandsrejse, studerede først i Strasbourg og Heidelberg, tog derpå til Paris, som han forlod på grund af de ved Bartholomæusnatten foranledigede uroligheder, og vendte 1573 hjem til Holsten, hvor hans far allerede i 1572 havde fået ham valgt til abbed for Reinfeld Kloster. 3 år senere blev han hofjunker hos Frederik II og tjente som sådan, indtil han 1. marts 1579 på Koldinghus ægtede Sophie Rosenkrantz (f. 22. december 1560), datter af den ansete og rige rigsråd Erik Rosenkrantz til Kjærstrup. Kongen havde begunstiget ægteskabet, og brylluppet fejredes på den statslige måde i nærværelse af en talrig mængde gæster af kongerigets og hertugdømmernes fornemste adel. Det havde også en ikke ringe betydning, idet Henrik Rantzaus næstældste søn derved havde knyttet sig nøje til den danske adel og, som det hurtigt viste sig, valgt kongeriget til sin fremtids og sine efterkommeres hjemland.
I 1580 blev han lensmand på Odensegård, som han 1582 ombyttede med Tranekær, i november 1581 blev han medlem af Rigsrådet, og snart fik han af sin far overladt hans gård Rantzausholm på Fyn. Han fik i den følgende tid forskellige særlige hverv; således var han 1585 udsending til Kurland og 1586-1587 til Frankrig. Under formynderstyrelsen efter Frederik II’s død deltog han et par gange (1589 og 1592) i selve regeringen, var 1588 dennes repræsentant ved Landdagen i Kiel, ledsagede 1589 prinsesse Anna på den mislykkede rejse til Skotland og fulgte atter med hende og hendes ægtefælle, Jacob VI, 1591 dertil, endvidere var han i den unge udvalgte konge Christian IV’s følge på Landdagen i Flensborg i september 1593 og på hans rejse til Nordtyskland i august 1595. Endnu inden kongens kroning fik han 1596 Møns len i stedet for Tranekær.
Fem år senere fik han et stort bevis på Christian IV’s gunst og tillid, idet han efter Christoffer Valkendorfs død fik den vigtige og ansvarsfulde stilling som statholder i København 28. januar 1601, dog succederede han, som Sigvard Grubbe bemærker i sin dagbog, ikke i hofmesterembedet. Store dele af statens forvaltning lå nu i hans hænder, foruden at han deltog i grænsemøderne med Sverige 1601-1603 og 1606 var medlem af regeringsrådet under kongens fravær i England; dog er det ikke muligt nøjere at påvise hans indflydelse eller hans anskuelser over for Christian IV’s indre reformpolitik.

## Kalmarkrigen og sidste del af livet
Derimod er der nogen grund til at antage, at han har været en tilhænger af kongens krigeriske holdning over for Sverige, og en betydningsfuld opgave havde han også ved ledelsen af rustningerne til Kalmarkrigen. Under denne fulgte han i hele felttoget 1611 kongen og var vistnok særlig betroet ved ledelsen af krigens gang. Med tapperhed deltog han i kampene ved Kalmar; i sine talrige skrivelser til regeringen i København lagde han en ikke ringe uro for dagen med hensyn til de mange farer, der truede den danske hær, og tillige en varm omhyggelighed for kongen. I januar 1612 gjorde han et kortvarigt tog ind i Småland mod Växjö, men indlagde sig størst fortjeneste ved at være med til at lede overfaldet på Gustav Adolf ved Vidsö. I februar 1616 udnævntes han som belønning for sin deltagelse i krigen til ridder af den væbnede arm. På dette tidspunkt synes han at have været mere stemt for en svenskvenlig politik, idet han advarede Gustav Adolf mod den fra Polen truende fare; men heller ikke om hans virksomhed i slutningen af hans liv giver kilderne tilstrækkelige oplysninger. Han døde 10. januar 1618.

## Familie
Efter at hans første hustru var død 29. december 1593, ægtede han 7. maj 1598 Karen Gjøe, datter af rigsråden Absalon Gjøe, og atter efter hendes død (13. april 1599) 26. juli 1601 Christence Viffert, datter af Corfits Viffert og enke efter Henrik Bille til Mogenstrup; hun døde 1604. Foruden Rantzausholm var han kommet i besiddelse af en stor mængde godser, således det nævnte Mogenstrup i Skåne og Hellerup paa Fyn, som han 1599 købte af Eiler Brockenhuus.